# لاسلو كوفاتش (مخرج)
لاسلو كوفاتش (بالمجرية: Kovács László)‏ (بالمجرية: Kovács László)‏ هو مصور ومصور سينمائي ومخرج مجري وأمريكي، ولد في 14 مايو 1933 في تستس ‏ في المجر، وتوفي في 22 يوليو 2007 في بيفرلي هيلز في الولايات المتحدة.

## وصلات خارجية
- لاسلو كوڤاتش على موقع IMDb (الإنجليزية)
- لاسلو كوڤاتش على موقع ألو سيني (الفرنسية)
- لاسلو كوڤاتش على موقع أول موفي (الإنجليزية)
- لاسلو كوڤاتش على موقع قاعدة بيانات الأفلام السويدية (السويدية)
- لاسلو كوڤاتش على موقع قاعدة بيانات الفيلم (الإنجليزية)
- لاسلو كوڤاتش على موقع كينوبويسك (الروسية)